# F/A-18-Absturz am Sustenpass
Der F/A-18-Absturz am Sustenpass ereignete sich am 29. August 2016 am Hinter Tierberg südlich des Sustenpasses im Kanton Uri. Ein Pilot verlor sein Leben. Es war bereits der vierte Verlust einer F/A-18 der Schweizer Luftwaffe.

## Der Unfall
Am 29. August 2016 starteten um 16:01 Uhr zwei F/A-18-Kampfjets vom Militärflugplatz Meiringen zu einem Trainingsflug. Der 27-jährige Pilot flog mit seiner einsitzigen F/A-18C Hornet (Kennzeichen J-5022) als zweiter Pilot hinter seinem erfahrenen Kollegen.
Das Wetter an diesem Tag war nicht optimal, oberhalb von 1500 Metern lag eine dichte Wolkendecke, die jede Sicht auf die Berge verwehrte. Als der junge Pilot den Radarkontakt zu seinem Führungsflugzeug verlor, meldete er sich um 16:05 Uhr bei der Flugsicherung und bat um Anweisungen.
Was dann folgte, war fatal: Der Fluglotse erteilte die Anweisung, auf Flugfläche 100 (10'000 Fuss) zu steigen. Doch das war viel zu tief, für Ostabflüge aus Meiringen gilt eine Mindesthöhe von Flugfläche 150 (15'000 Fuss). Der Pilot befolgte die Anweisung.
Nur 58 Sekunden später prallte die F/A-18 auf 3319 m ü. M. in die Westflanke des Hinter Tierbergs gerade einmal elf Meter unterhalb des rettenden Grats. Die Maschine wurde beim Aufprall vollständig zerstört.

## Ursache
Die Untersuchung ergab, dass der Fluglotse die Mindesthöhen für Ost- und Westabflüge verwechselt hatte. Ein verhängnisvoller Fehler von 1524 Metern, der einem Piloten das Leben kostete. Als der Fluglotse seinen Irrtum bemerkte, war es bereits zu spät. Der Pilot hatte schon die Frequenz gewechselt und war nicht mehr erreichbar. Technische Probleme am Flugzeug konnten ausgeschlossen werden.

## Folgen
Der tragische Unfall hatte weitreichende Konsequenzen. Skyguide und die Schweizer Luftwaffe führten zwölf Verbesserungsmassnahmen ein, um solche Fehler künftig zu verhindern.
Der Fluglotse wurde 2024 von einem Militärgericht wegen fahrlässiger Tötung zu einer bedingten Geldstrafe verurteilt. Der ebenfalls angeklagte Pilot, als erster geflogen war, wurde freigesprochen.
Die Schweizer F/A-18-Flotte schrumpfte durch diesen Verlust auf 30 Maschinen.

## Historische Einordnung
Nach den Abstürzen 1998 bei Crans-Montana, 2013 bei Alpnach und 2015 in Frankreich war es der vierte F/A-18-Verlust der Schweizer Luftwaffe.